# Tarō Sugimoto
Tarō Sugimoto (杉本 太郎?, Sugimoto Tarō; Tajimi, 28 dicembre 1996) è un calciatore giapponese, centrocampista del Tokushima Vortis.

## Palmarès

### Club

#### Competizioni nazionali
- Coppa J.League: 1

Kashima Antlers: 2015
- Campionato giapponese: 1

Kashima Antlers: 2016
- Coppa dell'Imperatore: 1

Kashima Antlers: 2016